# غوارولوس
غوارولوس (بالبرتغالية:Guarulhos) هي مدينة في ولاية ساو باولو في البرازيل عدد سكانها 1,299,283 نسمة.

## المناخ
يظهر الجدول التالي التغييرات المناخية على مدار السنة لغوارولوس:
| البيانات المناخية لـغوارولوس      | البيانات المناخية لـغوارولوس | البيانات المناخية لـغوارولوس | البيانات المناخية لـغوارولوس | البيانات المناخية لـغوارولوس | البيانات المناخية لـغوارولوس | البيانات المناخية لـغوارولوس | البيانات المناخية لـغوارولوس | البيانات المناخية لـغوارولوس | البيانات المناخية لـغوارولوس | البيانات المناخية لـغوارولوس | البيانات المناخية لـغوارولوس | البيانات المناخية لـغوارولوس | البيانات المناخية لـغوارولوس |
| الشهر                             | يناير                        | فبراير                       | مارس                         | أبريل                        | مايو                         | يونيو                        | يوليو                        | أغسطس                        | سبتمبر                       | أكتوبر                       | نوفمبر                       | ديسمبر                       | المعدل السنوي                |
| --------------------------------- | ---------------------------- | ---------------------------- | ---------------------------- | ---------------------------- | ---------------------------- | ---------------------------- | ---------------------------- | ---------------------------- | ---------------------------- | ---------------------------- | ---------------------------- | ---------------------------- | ---------------------------- |
| متوسط درجة الحرارة الكبرى °م (°ف) | 27 (81)                      | 28 (83)                      | 27 (80)                      | 25 (77)                      | 23 (73)                      | 22 (71)                      | 21 (70)                      | 22 (72)                      | 23 (73)                      | 24 (76)                      | 26 (79)                      | 27 (80)                      | 24 (76)                      |
| متوسط درجة الحرارة الصغرى °م (°ف) | 20 (68)                      | 20 (68)                      | 19 (67)                      | 18 (64)                      | 14 (58)                      | 13 (56)                      | 12 (53)                      | 12 (54)                      | 14 (57)                      | 16 (61)                      | 18 (64)                      | 18 (65)                      | 20 (68)                      |
| متوسط أيام هطول الأمطار           | 14                           | 9                            | 11                           | 6                            | 7                            | 7                            | 6                            | 7                            | 9                            | 10                           | 10                           | 13                           | 109                          |
| المصدر: Weatherbase               |                              |                              |                              |                              |                              |                              |                              |                              |                              |                              |                              |                              |                              |

## أعلام
- كريستيانو ماركيز غوميز
- ماركيز باتيستا دي أبريو
- روبينز فيرناندو مويديم
- مارسيلينو جونيور لوبيز أرودا